# Елізабет Бендер Роу Клоуд
Елізабет Бендер Роу Клоуд (2 квітня 1887 — 16 вересня 1965) — активістка і просвітниця народу Оджибве. Вона навчалася в американських школах-інтернатах для корінних американців, закінчила з викладацьким посвідченням Гемптонський інститут, займалася викладацькою роботою у 1908—1916 роки. Потім вона приєдналася до свого чоловіка і протягом двадцяти п'яти років допомагала керувати Інститутом американських індіанців міста Вічіта, штат Канзас. У 1940-х роках вона заснувала Жіночий клуб «Oregon Trails» із членами племені з індіанської резервації «Уматилла». Протягом восьми років вона працювала національним головою добробуту індіанців в Генеральній федерації жіночих клубів, була першою американською індіанкою, яка обіймала цю посаду. Роу Клоуд отримала Національну премію матері в 1950 р., в в 1952 р. вона була відзначена як «Видатний індіанець» року на виставці американських індіанців в Анадарко, штат Оклахома. Вона відома тим, що використовувала свій вплив як освічена корінна жінка, щоб виступати за самовизначення корінних американців.

## Раннє життя
Елізабет Джорджіана Бендер (рідне ім'я: Equay Zaince) народилася 2 квітня 1887 р. в Вайт-еарзькій індіанській резервації на північному заході штату Міннесота у родині жінки з племені міссісіпських чіппева та німецького іммігранта Альбертуса Блісс Бендера. Її батько був лісорубом, і після того, як вони з Мері одружилися, він жив на її ділянці, продовжував вести журнал, а також полював та рибалив. Мати Бендер була травницею і цілителькою, яка служила акушеркою свого племені. Елізабет була шостою дитиною з одинадцяти, що народилися у пари, і однією з п'яти, які відвідували Гемптонський інститут. Її старша сестра Анна також була вихователькою, а двоє її старших братів Джон та Чарльз «Шеф» Альберт Бендер були відомими гравцями в бейсбол. Чарльза ввели в Зал слави бейсболу в 1953 році.
Бендер відвідувала школи-інтернати в Міннесоті, починаючи навчання десь у віці дев'яти років у школі католицьких сестер у Сент-Джозефі, штат Міннесота. Після першого курсу вона ще на рік перейшла до школи католицьких сестер ближче до дому, у Вайт-Ейр. У 1898—1902 рр. вона першу половину дня присвячувала курсам в Пайпстон-інтернаті, а другу — ручній праці. У 1903 році Елізабет приєдналася до своєї сестри Анни і продовжила навчання в нормальній школі І вона, і її сестра Анна брали участь у виїзних літніх програмах, де вони мали плату за виконання побутових послуг. У 1904 році сестри поселилися в окремих будинках поблизу Бостона, що дозволило їм проводити час разом, а також їхати, щоб подивитися, як їхній брат Шеф грає в бейсбол. Закінчивши навчання в 1907 році, Елізабет залишилася в Гемптоні, навчаючись в аспірантурі з викладання та побутової праці.

## Кар'єра
У 1908 році Бендер була відправлена до резервації Блекфіт в Браунінгу, штат Монтана, де вона викладала два роки. У 1910 році вона повернулася на схід і закінчила курс медсестер у Філадельфії в лікарні Ганемана. У 1912 році вона повернулася до заповідника Блекфіт. Наступного року вона перейшла до школи в індіанському заповіднику Форт Белкнап в Монтані, де вона пробула до 1914 р. В обох заповідниках вона не тільки викладала, але й працювала вихователькою інтернату, зрідка як їх кухар, і навіть лікували учнів від трахоми. Елізабет повернулася до Гемптона щоб закінчити курс житлової економіки в 1914 і 1915 рр. Протягом цього ж періоду вона взяла участь у Четвертій щорічній конференції Товариства американських індіанців, що відбулася між 6 і 11 жовтня 1914 р. в Медісоні, штат Вісконсін. Бендер приєдналася до організації, коли закінчила навчання і саме на цій зустрічі вона познайомиться з Генрі Роу Клоудом, повнокровним членом племені Віннебаго. Обоє негайно зав'язали стосунки, які тривали навіть після того, як Бендер закінчила навчання в Гемптоні і поїхала викладати до Індіанської індустріальної школи Карлайла в 1915 році. Одночасно Роу Клоуд поїхав до Вічіти, штат Канзас, і заснував Інститут Роу, пізніше відомий як Інститут американських індіанців, підготовча школа коледжу для корінних американців. Поки вона була в Карлайлі, Бендер створила програму Дівчата табору вогню, щоб допомогти дівчатам освоїти побутові та художні навички. 12 червня 1916 року Бендер одружилася з Роу Клоудом в будинку свого брата Шефа у Філадельфії.
Пара влаштувала свій будинок у Вічіті, де Елізабет працювала в Інституті американських індіанців (AII), працюючи матроною та фінансовим менеджером. Оскільки Генрі не мав попереднього досвіду викладання, вона часто служила радницею і брала активну участь у керівництві школи протягом двадцяти років. На відміну від інших шкіл корінних американців, крім академічних уроків навчальна програма школи включала курси з корінних культур. Протягом наступних кількох років їхня сім'я збільшилася, включаючи Елізабет Маріон (нар. 1917), Ен Воеша (нар. 1918), Лілліан Альберта (нар. 1920), Рамона Кларка (нар. 1922) і Генрі-молодшого (1926—1929). Коли Генрі-молодший помер, вони усиновили Джея Хантера, дитину друзів, який не був сиротою, але приєднався до їхньої родини, як це було прийнято серед Віннебаго. У 1931 році Генрі влаштувався на роботу в Бюро у справах індіанців і почав подорожувати досліджуючи умови, такі як освіта, охорона здоров'я та бідність, серед корінних американських громад. Він був часто відсутній у школі, і Елізабет контролювала її під час цих подорожей. У 1932 році вона повернулася до школи, за сумісництвом проходила курси в Університеті Вічіта, де врешті здобула ступінь бакалавра. Генрі був призначений наглядачем Інституту Гаскелла в 1933 р. іпрацював у Лоуренсі наступні два роки. Елізабет звільнилася зі своїх обов'язків у 1934 році, але продовжувала жити у Вічіті, щоб діти могли закінчити навчання, а сама проходила аспірантуру в Канзаському університеті. У 1937 р. школу зруйнувала пожежа. Після двох років боротьби за її поновлення, було прийнято рішення про її закриття. Того ж року президент Франклін Д. Рузвельт попросив Елізабет стати делегаткою, яка представлятиме меншини на Конференції Білого дому про дітей та молодь, що мала вивчати дітей та роль демократії. На конференції вона познайомилася із Сейді Орр Данбар, яка була чинним президентом Генеральної федерації жіночих клубів (GFWC).
У 1940 році сім'я переїхала в індіанську резервацію Уматілла, де Генрі став начальником тамтешнього агентства. Елізабет взяла участь у русі Жіночого клубу, заснувавши Жіночий клуб жінок резервації Oregon Trails. Приєднавшись до Федерації жіночих клубів штату Орегон, вона була призначена головою Індійанського комітету добробуту державної організації у 1948 р. Її обов'язки полягали у здійсненні роботи клубу з корінними американськими жінками та допомозі членам клубу реалізувати цілі рівного громадянства корінного населення. 1950 року Генрі помер від серцевої недостатності перш ніж Елізабет виграла премію Фонду «Золоте правило» «Мати року» за 1950 рік. Частково нагороду було вручено тому, що всі чотири її дочки продовжували здобувати університетську освіту. Маріон була першою американською індіанкою, яка закінчила коледж Веллслі, Ен Воєша була першою корінною американкою, яка закінчила Вассар, Ліліан здобула освіту в Канзаському університеті, а Рамона закінчила Вассар. Нагорода спонукала її до національних мовленнєвих та письмових робіт та очолювати національний відділ у справах індіанців для GFWC. Вона була першою корінною американкою, яку назвали матір'ю року, а також першою, хто очолила відділ у справах індіанців GFWC, яким вона керувала протягом восьми років. Розробка «Point Four Program», яка включала десегрегацію населення Індії від загальноосвітніх шкіл та можливостей, забезпечення підготовки лідерів, розширення культурних програм та проведення досліджень. Елізабет закликала кожен дочірній клуб розвивати комітети з питань індіанців, а до 1951 року мала офіси в сорока філіях штату. Вона також наполягала на тому, щоб державні організації пропонували освітні стипендії для дітей тубільців. Саме з цього питання, Роу Клоуд проїхала понад 22000 миль протягом наступних двох років, оцінюючи умови існування племен у двадцяти двох штатах та на території Аляски. Одночасно вона почала брати участь як виїзний офіцер Національного конгресу американських індіанців (NCAI). Вона керувала двотижневим літнім семінаром-стратегією, який проходив у Брігам-Сіті, штат Юта в 1951 році, і почала працювати співрежисером разом з Д'Арсі Макніклом в Проекті розвитку американських індіанців.
Роу Клоуд використовувала свій голос як захисниці корінних жителів, стверджуючи, що, хоча корінні американці можуть навчитися самодостатності, уряд повинен припинити зусилля з метою віктимізації племен, узурпувавши їх владу, їхні природні ресурси та звичаї. Вона запропонувала Хартію прав індіанців, розроблену в рамках Проекту AID для GFWC, яка була прийнята в 1952 році. Частково план закликав уряд активізувати зусилля, щоб допомогти племенам ліквідувати бідність та неписьменність, забезпечити належне здоров'я та ресурси гарантій і дозволяють корінним громадам самостійно керувати своїми справами, як тільки вони виявляли здатність це робити. Вона розглядала роль проекту AID як надання консультацій та допомоги у розробці стратегії, але дозволяла громадам встановлювати власні цілі та процеси управління. Того ж року вона була обрана «Видатною індіанкою» року за виставку американських індіанців Анадарко, штат Оклахома. Коли Гелен Петерсон стала виконавчим директором NCAI в 1953 році, Роу Клоуд допомогла їй перейти на цю роботу і відвезла її в резервації по всій індійській території, щоб зробити оцінки різних племен і встановити мережеві контакти. Приймаючи одночасно резолюцію 108, призначену для реалізації політики припинення індіанських відносин з метою звільнення федеральної довіреної відповідальності за індіанські землі та примушення племен до асиміляції до загальноприйнятої культури, Роу Клоуд тисла на GFWC з метою протистояти законодавству, спрямованому на ліквідацію племен. Керівництво GFWC приєдналося до Американського союзу громадянських свобод, Американського легіону, інших організацій та корінної американської громади в опозиції до ліквідації племен. Врешті-решт, така позиція перемогла в 1960-х рр.

## Смерть і спадщина
Роу Клод померла 16 вересня 1965 року в Портленді, штат Орегон. Її здатність об'єднати два світи протягом суперечливих десятиліть індіанської політики, дозволила їй бути взірцем для наслідування для поколінь, які слідували за її активізмом. Замість того, щоб зайняти позицію першого голови комітету індійського добробуту GFWG Стелла Атвуда, який підтримував індіанські права, але проголошенував гасло "Я буду працювати для індіанців, але не з ними, " Роу Клод намагалося залучити представник корінних народів до прийняття власних рішень та реформ. Її дочка, Ен Воєша, стане активісткою після смерті матері, беручи участь в окупації Алькатраса.